# مارکو دی فتا
مارکو دی فتا (انگلیسی: Marco Di Fatta؛ زادهٔ ۳ مارس ۱۹۸۸) بازیکن فوتبال اهل ایتالیا است.
از باشگاه‌هایی که در آن بازی کرده‌است می‌توان به باشگاه فوتبال پیستویزه و باشگاه فوتبال کاتانیا اشاره کرد.